# Marie Puisoye
Marie Puisoye, née le 16 août 1855 à Boulogne-sur-Mer et morte le 14 mars 1942 à Paris, est une miniaturiste, peintre sur porcelaine et sur émail française.

## Biographie
Louise Marie Puisoye est la fille de Charles Gabriel Puisoye, capitaine au 13e bataillon de chasseurs à pied et de Barbe Félicité Stéphanie Regnart.
Élève de Popelin, Sain et Camino, elle expose au Salon à partir de 1877.
Avec sa sœur Marguerite, elle se spécialise dans les miniatures.
Au salon de 1928, Louise Marie Puisoye reçoit une médaille d'argent.
Officier d'Académie, elle dispense des cours de dessin et de peinture.
Elle meurt à son domicile de la rue de Grenelle le 14 mars 1942.
Elle est inhumée le 17 mars à Paris au cimetière du Montparnasse.